# ジュリアン・アラフィリップ
ジュリアン・アラフィリップ（Julian Alaphilippe、1992年6月11日 - ）は、フランス出身の自転車競技（ロードレース）選手。

## 経歴

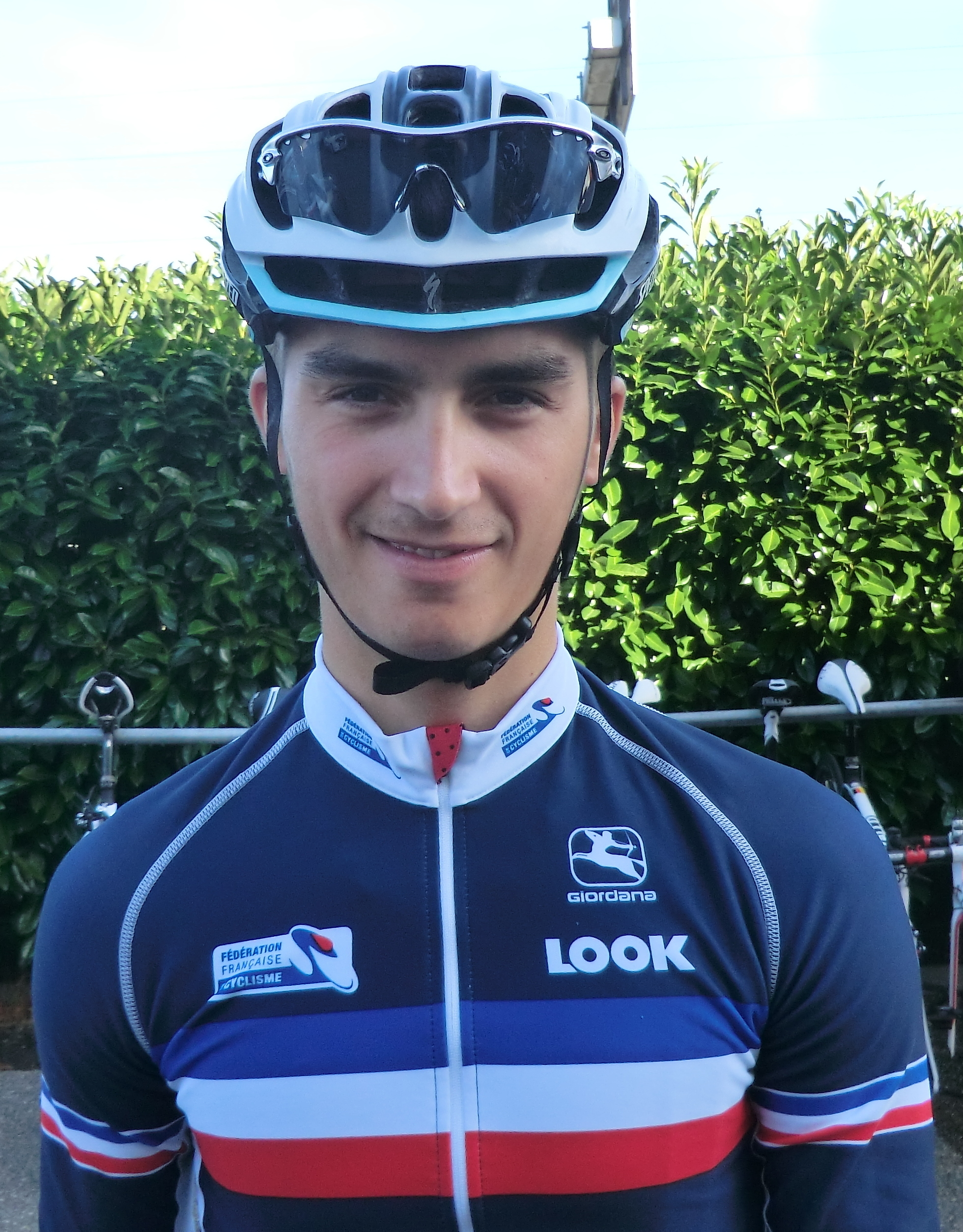
2013年équipe de France U23にて

アラフィリップはマッサーでありスカウトマンのジョアン・モリーに発見された。彼は若いフランスライダーのマネージャーを務めておりサン＝タマン＝モンロンに住んでいた。その町は2013年ツール・ド・フランス第13ステージの舞台にもなった街である。13歳の頃から自転車に乗りはじめたアラフィリップは、今でもたまに叩くドラムよりも自転車を好み、「僕の父はオーケストラの指揮者だった。だから僕は音楽とリズムが好きなんだろう。音楽は僕のライディングにエネルギーを与えてくれてるんだろうね。」と話す。様々な自転車競技に通じ、シクロクロスのフランス選手権U23カテゴリーでは2回優勝した。その後、エティックス・クイックステップのコンチネンタルチームEtixx-Ihnedに迎えられた。
2年目のプロシーズンである2015年のアルデンヌ・クラシックにおいて、フレッシュ・ワロンヌで2位、リエージュ〜バストーニュ〜リエージュでも2位と驚きの成果をあげ、続くツアー・オブ・カリフォルニアでは山岳ステージの山場、マウントバルディを制してステージ優勝と総合ジャージに袖を通し、彼の底無しの潜在能力をカリフォルニアで証明した。「自分に自信を持ってもっと強くなる。2015年は好調のスタートだ。今年は一歩一歩この成長を続けていきたい」
2017年、パリ〜ニース第4ステージの山岳TTでは並み居る強豪を抑えて優勝し、総合ジャージに袖を通した。ブエルタ・ア・エスパーニャの第8ステージでは、ラファウ・マイカとヤン・ポランツとのスプリントで圧勝し、自身初のグランツール区間優勝を果たした。
2018年、フレッシュ・ワロンヌにて、念願のクラシック初勝利。ツール・ド・フランスではピレネー山脈三連戦の初日、第10ステージにて逃げ集団より抜け出し独走でツールステージ初優勝を飾る。また、アルプス初戦の第16ステージでも独走勝利を果たし、最終的には合計4の超級山岳を制し山岳賞を獲得した。
2019年、ミラノ〜サンレモにて、モニュメント初制覇。ツール・ド・フランス第3ステージでは残り16km付近から抜け出して独走勝利。総合でも首位に立ち、フランス人選手としては2014年のトニー・ガロパン以来、5年ぶりにマイヨ・ジョーヌを手に入れた。第6ステージで一旦マイヨジョーヌを手放すも、第8ステージで奪還。第13ステージの個人タイムトライアルでは、本命と目されていたゲラント・トーマスに14秒差を付けてのステージ勝利。フランス人によるツール・ド・フランスでの個人タイムトライアル優勝はプロローグを含めれば18年ぶり、含めなければ32年ぶり。マイヨジョーヌを着たフランス人としてはローラン・フィニョン以来、35年ぶりの勝利となった。ピレネーの山頂フィニッシュが設定された第14、15ステージを終えてもマイヨジョーヌをキープ。アルプス3連戦初日となる第18ステージでも総合首位を守ったが、第19ステージでタイムを失いエガン・ベルナルに総合首位の座を明け渡す結果となった。続く第20ステージでも3分以上遅れ最終的に総合5位という結果となったが、ステージ2勝と14日間マイヨジョーヌを着用したことが評価されスーパー敢闘賞が贈られた。
2020年、ツール・ド・フランス第2ステージではアダム・イェーツ、マルク・ヒルシとのゴール前スプリントを制し、ステージ優勝。同時にマイヨ・ジョーヌも獲得し、第4ステージまで総合首位をキープした。
世界選手権では、残り12kmの最後の登りでアタックをかけ、そのまま独走勝利。自身初、フランス人としては1997年のローラン・ブロシャール以来23年ぶりの世界王者の座を獲得した。

## 特徴
2015年のアルデンヌ・クラシックの成果から、若きクラシックレーサーとしての成長が期待されたが、ツアー・オブ・カリフォルニアではのちに世界王者となるペーター・サガンを限界まで追い詰めた（最終ステージの前日、アラフィリップは2秒差で総合首位に立ち、ペーター・サガンの優勝は最終ステージで3位以内のボーナスタイム獲得が必須となった）。その成果から、クライマーであり総合上位を狙える選手としての才能も見出され、翌年のツアー・オブ・カリフォルニアではクイーン・ステージを制し総合優勝に輝いた。
パトリック・ルフェーブルGMは「彼は本物で、いつも幸せそうだ。そして、いくつもの潜在能力を秘めている」と話す。

## 主な戦歴

### 2014年
- ロンドン・サリークラシック　3位

- ツール・ド・レン　 ポイント賞、 ヤングライダー賞(第4ステージ優勝)

### 2015年
- フレッシュ・ワロンヌ　2位
- リエージュ〜バストーニュ〜リエージュ　2位

- ツアー・オブ・カリフォルニア　総合2位、 ヤングライダー賞(第7ステージ優勝)

### 2016年
- フレッシュ・ワロンヌ　2位

- ツアー・オブ・カリフォルニア　総合優勝(第3ステージ優勝)
- クリテリウム・デュ・ドフィネ　 ヤングライダー賞

- ツール・ド・フランス　 敢闘賞　（第16ステージ）

### 2017年
- アブダビ・ツアー　ヤングライダー賞
- パリ〜ニース　ポイント賞、ヤングライダー賞、区間優勝（第4ステージ・個人タイムトライアル）
- ミラノ～サンレモ　3位
- ブエルタ・ア・エスパーニャ　区間優勝（第8ステージ）
- ツアー・オブ・広西　ヤングライダー賞

### 2018年

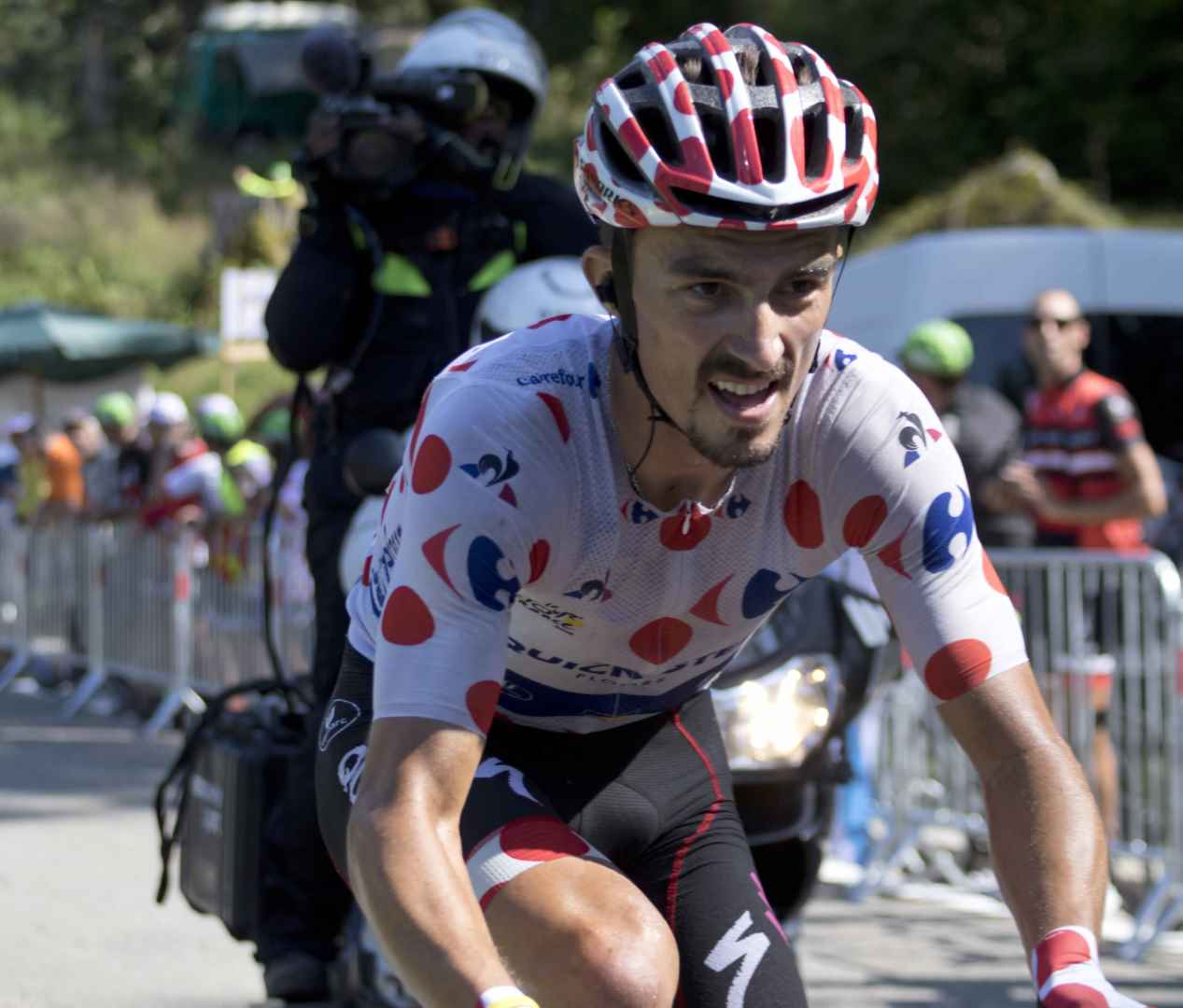
2018年ツール・ド・フランスにてマイヨ・ブラン・ア・ポワ・ルージュ着用のアラフィリップ

- コロンビア・オロ・イ・パ　区間優勝（第4ステージ）
- イツリア・バスク・カントリー　区間優勝（第1,2ステージ）
- フレッシュ・ワロンヌ　優勝
- クリテリウム・デュ・ドーフィネ　区間優勝（第4ステージ）
- ツール・ド・フランス　 山岳賞（第10,16ステージ優勝）
- クラシカ・サンセバスティアン　優勝
- ツアー・オブ・ブリテン　総合優勝（第3ステージ優勝）
- ツアー・オブ・スロバキア　総合優勝（第1ステージ優勝）

### 2019年

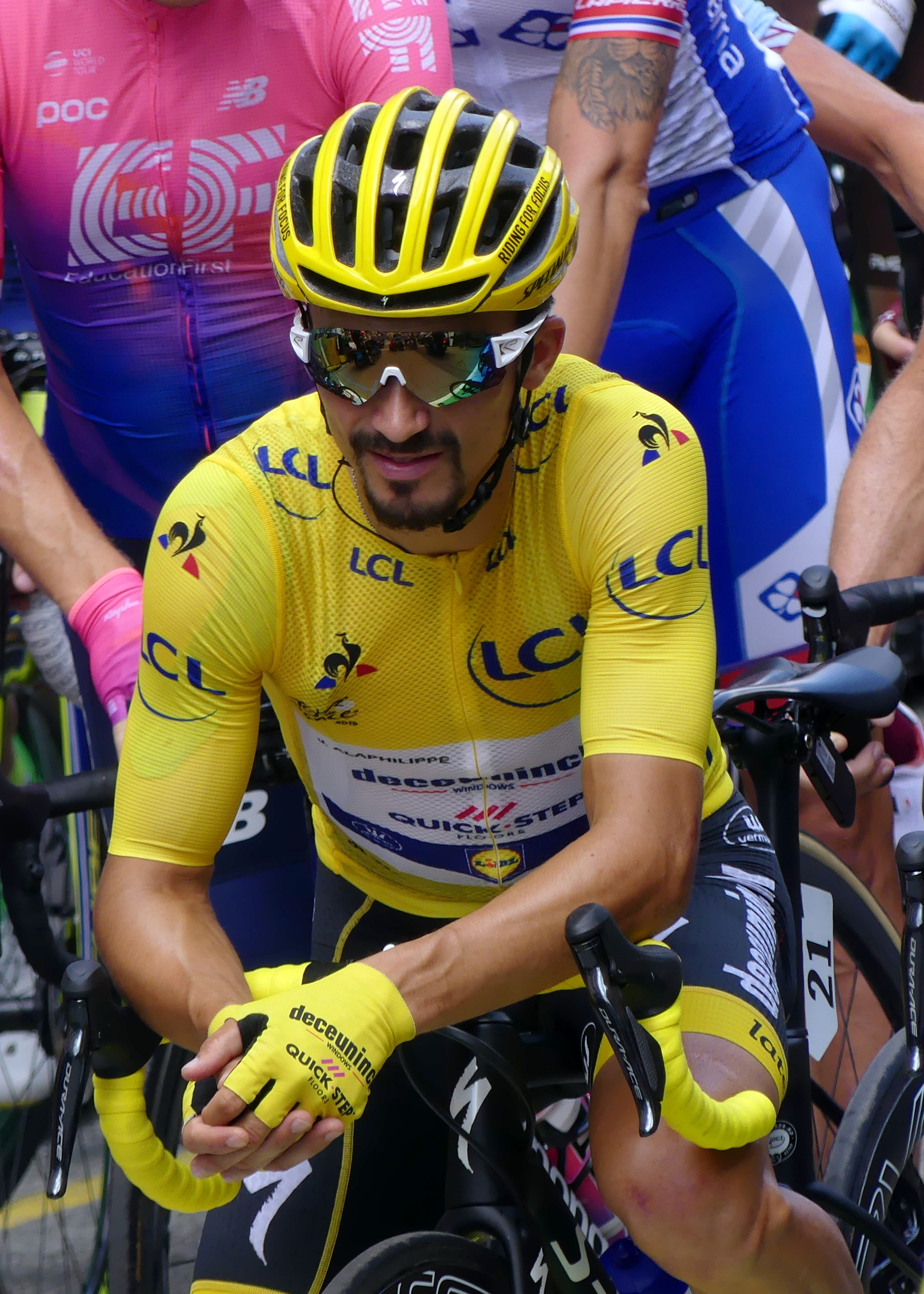
2019年ツール・ド・フランスにてマイヨ・ジョーヌ着用のアラフィリップ

- ブエルタ・ア・サンフアン　区間優勝（第2,3(ITT)ステージ）
- ツアー・コロンビア　区間優勝（第5ステージ）
- ストラーデ・ビアンケ　優勝
- ティレーノ〜アドリアティコ　区間優勝（第2,6ステージ）
- ミラノ～サンレモ　優勝
- イツリア・バスク・カントリー 区間優勝(第2ステージ)
- フレッシュ・ワロンヌ　優勝
- クリテリウム・デュ・ドーフィネ　 山岳賞、区間優勝（第6ステージ）
- ツール・ド・フランス　スーパー敢闘賞（第3ステージ、第13ステージ・個人タイムトライアル優勝）

### 2020年
- ツール・ド・フランス　区間優勝（第2ステージ）
- 世界選手権自転車競技大会ロードレース  男子エリートロードレース 優勝
- ブラバンツ・パイル 優勝

### 2021年
- ティレーノ〜アドリアティコ　区間優勝（第2ステージ）
- フレッシュ・ワロンヌ　優勝
- ツール・ド・フランス　区間優勝（第1ステージ）
- 世界選手権自転車競技大会ロードレース  男子エリートロードレース 優勝

### 2022年
- ツール・ド・ラ・プロヴァンス  ポイント賞
- イツリア・バスク・カントリー 区間優勝（第2ステージ）
- ツール・ド・ワロニー 区間優勝（第1ステージ）

### 2023年
- フォーン＝アルデシュ・クラシック 優勝
- クリテリウム・デュ・ドーフィネ 区間優勝（第2ステージ）

### 2024年
- ジロ・デ・イタリア 区間優勝（第12ステージ）
- オコロ・スロベンスカ（英語版）  ポイント賞（第3ステージ優勝）
- チェコ・ツアー（英語版） 区間優勝（第4ステージ）